# Shannon Torregrosa
Shannon Leslie Torregrosa-Wingate (San Diego, 11 febbraio 1981) è una pallavolista statunitense naturalizzata portoricana, centrale delle Atenienses de Manatí.

## Biografia
Nata a San Diego, in California. È sposata col cestista Major Wingate, dal quale ha avuto una figlia nel 2009. Nel 2010 è stata al centro di una vicenda giudiziaria col marito, reo di non aver provveduto al sostentamento economico pattuito per la figlia.

## Carriera

### Club
La carriera di Shannon Torregrosa inizia a livello universitario con la Arizona, impegnata in NCAA Division I dal 1999 al 2002. Nella stagione 2003 inizia la carriera professionistica a Porto Rico, in Liga de Voleibol Superior Femenino, vestendo fino al campionato 2008 la maglia delle Indias de Mayagüez, con le quali disputa anche una finale scudetto. 
Dopo aver giocato nel campionato 2008-09 in Romania al Târgu Mureș, impegnato in Divizia A1, e una pausa per maternità, rientra in campo nella Liga de Voleibol Superior Femenino 2010, con la maglia delle Lancheras de Cataño, venendo premiata, come in occasione del precedente rientro, come miglior ritorno nel campionato e conquistando lo scudetto 2012.
Dopo oltre un anno e mezzo di inattività, ritorna in campo nel corso del campionato 2016, tornando a vestire la maglia delle Indias de Mayagüez. Dopo un nuovo periodo di inattività, rientra in campo nel corso della Liga de Voleibol Superior Femenino 2019, nuovamente con le Indias de Mayagüez, restandovi per un biennio, passando alle Leonas de Ponce per la Liga de Voleibol Superior Femenino 2021.
Dopo aver iniziato la Liga de Voleibol Superior Femenino 2022 con le Changas de Naranjito, nel corso dell'annata passa alle Atenienses de Manatí.

### Nazionale
Nel 2006 debutta nella nazionale portoricana, vincendo la medaglia di bronzo ai XX Giochi centramericani e caraibici; tuttavia mentre si trova in nazionale rimedia un infortunio al ginocchio, così è costretta ad operarsi e saltare le competizioni nel 2007.

## Palmarès

### Club
- Campionato portoricano: 1

2012

### Nazionale (competizioni minori)
- Giochi centramericani e caraibici 2006

### Premi individuali
- 2008 - Liga de Voleibol Superior Femenino: Miglior ritorno
- 2010 - Liga de Voleibol Superior Femenino: Miglior ritorno